# 제6회 제주국제장애인인권영화제
제6회 제주국제장애인인권영화제는 2005년 3월 26일에 열린 시상식이다.

## 수상 및 후보

### 상영작
- 조제, 호랑이 그리고 물고기들 - 이누도 잇신
- 핑크 팰리스 - 서동일
- 소리 - 서동일
- 난 그냥 여성이고 싶다 - 김정희 외2명
- 길은 가면, 뒤에 있다 - 이수경
- 노들바람 - 박종필
- 뉴 어프로치 - 판·필드
- 미래재활제화연구소 - 홍형숙
- 준비 그리고 출발 - 김병련
- 정전 - 이승은
- 4=5 - 최미경 외1명
- 난나 - 송은일 외2명
- able - 오구리 켄